# 알프레트 포르케
알프레트 포르케(독일어: Alfred Forke, 1867년 1월 12일~1944년 7월 9일)는 독일의 중국학자이다. 함부르크 대학교 중국학 교수로 활동했으며 중국 전근대 철학에 대한 연구 성과를 남겼다. 또한 《논형》 등 중국 고전 철학서를 독일어로 번역했다.

## 저서
- 《중국인들》(Die Völker Chinas, 1907)
- 《묵자: 사회윤리학자와 그의 제자들의 철학적 저작》(Mê Ti: des Sozialethikers und seiner Schüler philosophische Werke, 1922)
- 《중국 문화권의 사상 세계》(Gedankenwelt des chinesischen Kulturkreises, 1927)
- 《고대중국철학사》(Geschichte der alten chinesischen Philosophie, 1927)
- 《중세중국철학사》(Geschichte der mittelalterlichen chinesischen Philosophie, 1934)
- 《근대중국철학사》(Geschichte der neueren chinesischen Philosophie, 1938)